# Ograkové

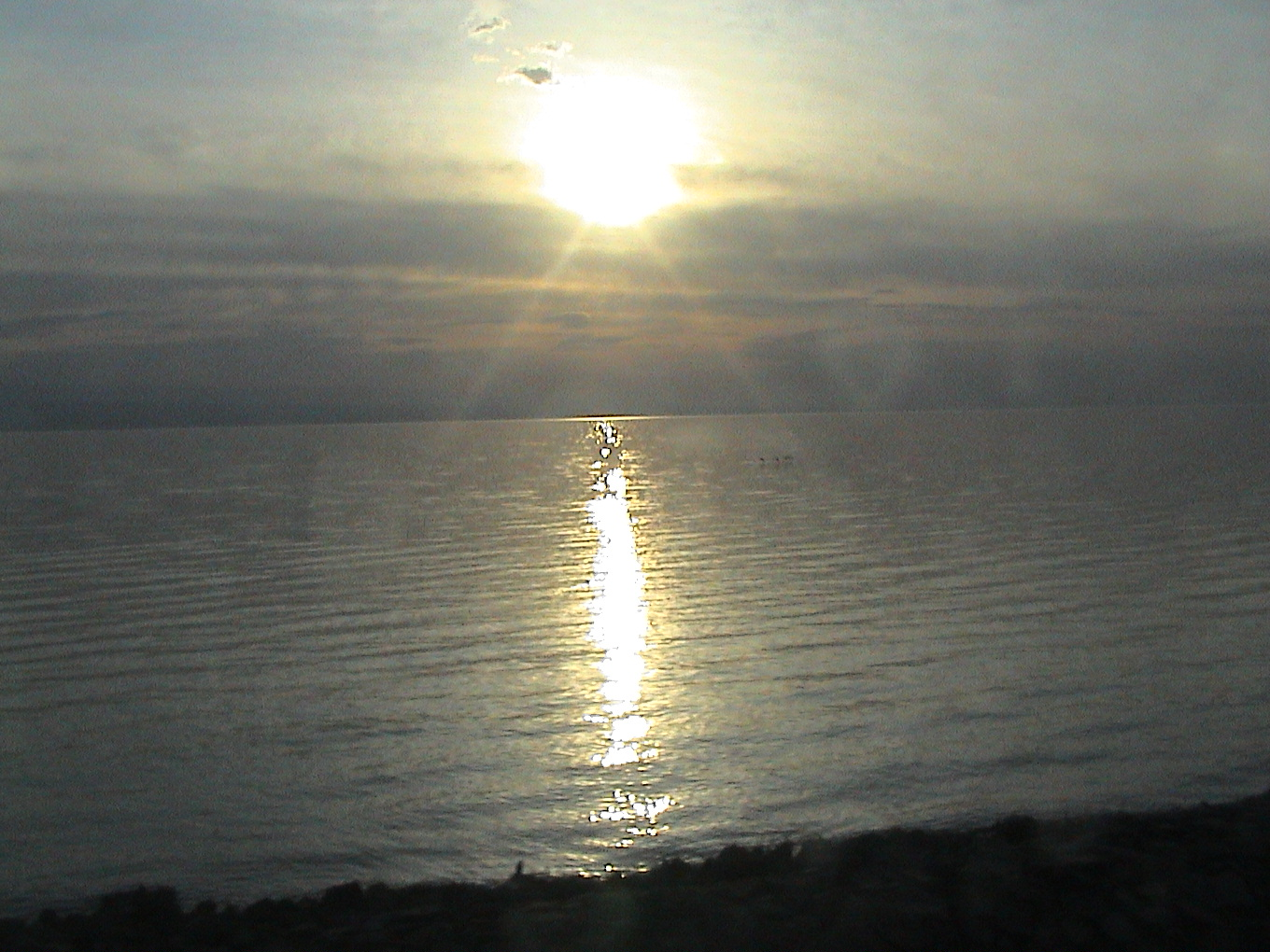
Východ slunce na Ebinurském jezeře, Sin-ťiang, Čína

Ograkové nebo Ugrakové (turecky Oğrak plurál: Oğraklar, Uğraklar, Iğraklar, urdsky اغراق → Agraq) byl středověký název jednoho z tureckých kmenů usazeného v příhraniční oblasti Druhého Ujgurského kaganátu (740-840).

## Ograkové v záznamech
Záznamů o Ogracích je málo. Jediná zmínka o nich se nachází v eposu od Mahmúda Kašgarského Divân-ı Lügati't-Türk napsaného v 11. století. V záznamech jsou Ograkové popsány ve formě, specifické pro Středoasijské turecké kmeny, které žili v období středověku. Nazývaly je taky „الايغاج → Ala-jygač“ (východní stateční, žijící v pohraničí) a „قرا ي يغج → Kara-jygač“ (západní stateční, žijící ve vnitrozemí). 
Mahmúd Kašgarský poskytuje další důležité poznatky o Ogracích. Po sečtení plemen, jako Čigilové, Tuchsové a Jagmaové, vypráví o sídlech Ograků. Pokud tyto informace v jeho podání pospojujeme do pořadí, můžeme předpokládat, že Ograkové žili hlavně v oblasti Žety-su (česky Sedmiříčí), východně od řeky Ili v blízkosti hranic Ujgurského kaganátu, což je oblast neúrodného kraje, nebo v kraji u břehů Ebinurského jezera.
V eposu uvádí Karachány, nástupce Karluků, jako protivníky Chuej-chuů (Ujgurové), a vypráví o Ograckých nájezdech, jako o pomoci a podpoře spojenců - Karachánů. Tyto boje se musely uskutečnit v blízkosti země Ograků, na sever od řeky Ili.
Texty Mahmúda Kašgarského jsou psány Karachánštinou (tj. Hakanštinou): „يغج“ → „jygač“ znamená „dřevo, kus dřeva“. O Ogracích dále píše:
| „                                           | ...„tygrak“: „تغر تغراق“ → „tygrak er“ znamená „kovář, statečný muž“. „Oğrak eri tıgrak yemi anınğ oglak“ - „kmen Oğraků jsou stateční muži, jedí ogracká jídla“. „Süti üze sagrak yeri takı aglak“ - „na džbánu s mlékem je vždy umístěn kámen; nicméně, jejich sídla jsou neplodná“... | “ |
| — Mahmúdal-Kášgharí „Divân-ı Lügati't-Türk“ | |   |